# Malbo (Burkina Faso)
Pour les articles homonymes, voir Malbo.
Malbo est une localité située dans le département de Dori de la province du Séno dans région Sahel au Burkina Faso.